# Akademie Chan-lin
Akademie Chan-lin (čínsky: znaky 翰林院, pinyin Hànlín Yuàn) byla čínská akademická a správní instituce založená v 8. století za vlády tchangského císaře Süan-cunga.
Členství v akademii bylo omezeno na elitní skupinu učenců, kteří fungovali jako císařští tajemníci a poradci řešící pro císařský dvůr problémy literárního a ideologického charakteru. Záhy též připravovali návrhy císařských ediktů. Experti akademie zpracovávali oficiální interpretace konfuciánských klasiků, na jejichž základě byly hodnoceny práce uchazečů o úřední hodnosti. Akademie také fungovala jako nejvyšší vzdělávací instituce pro úředníky, císařská knihovna, spadali pod ní dvorní malíři. Od 10. století zodpovídala i za historiografii.
Akademie fungovala nepřetržitě až do roku 1911.